# Prinsaartsbisdom Bremen
Het prinsaartsbisdom Bremen was tot 1648 een tot de Neder-Saksische Kreits behorend prinsaartsbisdom binnen het Heilige Roomse Rijk.
In 787/9 werd het bisdom Bremen gesticht en het behoorde tot de kerkprovincie Keulen. Op 13 juli 787 werd de eerste bisschop gewijd te Worms. Op 1 november 789 werd de kathedraal St. Pieter gewijd. In 805 volgde definitieve inrichting van het bisdom.
In 831 werd het aartsbisdom Hamburg gesticht, maar dat kon na de verwoesting van Hamburg door de Denen (Noormannen) in 845 niet meer functioneren. In 845/7 werd de verdreven aartsbisschop van Hamburg Ansgarius tevens bisschop van Bremen. Op 31 mei 864 werden de beide bisdommen verenigd tot het aartsbisdom Hamburg-Bremen. 
Uit dit dubbel-aartsbisdom ontstond ook een vorstendom. In 888 verkregen de aartsbisschoppen het muntrecht. In 937 werd het koninklijke bezit in Bremen, Bassum, Ramesloh en Bücken verworven. Sinds 1063 was het graafschap Stade een leen van Bremen. Het graafschap kwam in 1144 in het bezit van het aartsbisdom. De hertog van Saksen verwierf de voogdij over het aartsbisdom in 1145.
In 1236 werd een vergelijk met Brunswijk gesloten, waardoor het graafschap Stade definitief met het prinsaartsbisdom werd verenigd.
Rond 1366 wist de stad Bremen zich onafhankelijk te maken van het prinsaartsbisdom, waarna de residentie werd verlegd naar Bremervörde.
In 1524 werd het Land Wursten veroverd en in 1535 werd de Reformatie ingevoerd. 
Tijdens de Dertigjarige Oorlog werd het land in 1631/2 bezet door Denemarken. In 1644 verdreven Zweedse troepen de laatste (protestante) aartsbisschop, de latere koning Frederik III van Denemarken. Artikel X, paragraaf 7 van de Vrede van Osnabrück van 1648 droeg het prinsaartsbisdom samen met prinsbisdom Verden over aan de koning van Zweden als hertogdom Bremen-Verden.